# رابرت دنیرو
رابرت آنتونی دنیرو جونیور (انگلیسی: Robert Anthony De Niro Jr.; زادهٔ ۱۷ اوت ۱۹۴۳) بازیگر و تهیه‌کنندهٔ آمریکایی است. او برای همکاری با فیلم‌ساز مارتین اسکورسیزی مشهور است و دریافت‌کنندهٔ افتخارات گوناگونی از قبیل دو جایزهٔ اسکار، یک جایزهٔ گلدن گلوب، جایزهٔ سیسیل بی دمیل و جایزهٔ یک عمر دستاورد هنری انجمن بازیگران فیلم بوده است. دنیرو در سال ۲۰۰۹ جایزهٔ مرکز کندی را دریافت کرد و در سال ۲۰۱۶ نشان افتخار آزادی رئیس‌جمهوری از طرف رئیس‌جمهور وقت ایالات متحده باراک اوباما به او داده شد.
دنیرو بازیگری را در اچ‌بی استودیو، هنرستان استلا آدلر و اکتورز استودیو متعلق به لی استراسبرگ فرا گرفت. نخستین نقش برجستهٔ او در فیلم تبریکات (۱۹۶۸) بود و سپس با ایفای نقش یک بازیکن بیسبال در درام ورزشی طبل را آهسته بزن (۱۹۷۳) به شهرت رسید. نخستین همکاری او با اسکورسیزی در فیلم خیابان‌های پایین شهر (۱۹۷۳) بود که در آن نقش جنایتکاری را ایفا کرد. او بابت بازی در نقش ویتو کورلئونه جوان در فیلم جنایی پدرخوانده: قسمت دوم (۱۹۷۴) برندهٔ جایزهٔ اسکار بهترین بازیگر نقش مکمل مرد شد. او همچنین برای بازی در نقش تراویس بیکل در راننده تاکسی (۱۹۷۶) و سرباز جنگ ویتنام در درام شکارچی گوزن (۱۹۷۸) نامزد جایزهٔ اسکار بهترین بازیگر مرد شد.
دنیرو برای ایفای نقش جیک لاموتا در درام زندگی‌نامه‌ای گاو خشمگین (۱۹۸۰) برندهٔ جایزهٔ اسکار بهترین بازیگر مرد شد. او مدتی بعد در سلطان کمدی (۱۹۸۲) ایفای نقش کرد و برای نقش‌آفرینی‌هایش در فیلم حماسی ۱۹۰۰ (۱۹۷۶)، حماسی جنایی روزی روزگاری در آمریکا (۱۹۸۴)، طنز پادآرمان‌شهری برزیل (۱۹۸۵) و فرار نیمه‌شب (۱۹۸۸) به شناخت بیشتری دست یافت. نقش‌آفرینی دنیرو در رفقای خوب، بیداری‌ها (هردو در ۱۹۹۰) و تنگهٔ وحشت (۱۹۹۱) مورد تحسین قرار گرفت. مدتی بعد در زندگی این پسر (۱۹۹۳) ایفای نقش کرد و نخستین فیلم بلندش، داستانی از برانکس (۱۹۹۳)، را کارگردانی کرد. از دیگر نقش‌هایش می‌توان به فیلم‌های جنایی مخمصه و کازینو (هردو در ۱۹۹۵) اشاره کرد.
دنیرو همچنین به خاطر نقش‌های طنز خود در سگ را بجنبان (۱۹۹۷)، تحلیلش کنید (۱۹۹۹) و ملاقات والدین (۲۰۰۰) مشهور است. در پی حضور در چندین فیلم ناموفق، او در سال ۲۰۱۲ برای ایفای نقش در کمدی عاشقانهٔ دفترچه امیدبخش نامزد دریافت جایزهٔ اسکار بهترین بازیگر نقش مکمل مرد شد. دنیرو در سال ۲۰۱۷ نقش برنارد میداف را در فیلم جادوگر دروغ‌ها به تصویر کشید و برایش نامزد جایزهٔ امی ساعات پربیننده شد. او از آن زمان در فیلم هیجان‌انگیز روان‌شناختی جوکر (۲۰۱۹) و فیلم‌های جنایی مرد ایرلندی (۲۰۱۹) و قاتلان ماه گل (۲۰۲۳) ایفای نقش کرده است.
دنیرو و جین رزنتال در سال ۱۹۸۹ شرکت تولید فیلم و تلویزیون ترایبکا پروداکشنز را بنیان نهادند. آن‌ها چندین فیلم را در کنار یکدیگر تهیه‌کنندگی کرده‌اند. او همچنین در سال ۲۰۰۲ با رزنتال جشنوارهٔ فیلم ترایبکا را پایه‌گذاری کرد. شش فیلم دنیرو از سوی کتابخانهٔ کنگره که «از لحاظ فرهنگی، تاریخی یا زیبایی‌شناختی قابل توجه» هستند، در فهرست ملی ثبت فیلم ایالات متحده ثبت شده است.

## کودکی
رابرت دِنیرو در هفدهم اوت سال ۱۹۴۳ در نیویورک به دنیا آمد. پدربزرگ پدر او جیووانی دی نیرو، که بعدها نامش به دلیل یک اشتباه در تلفظ به صورت دنیرو ثبت شد و مادربزرگ پدرش که آنجلینا مرکوریو نام داشت اهل فراتسانو در ایتالیا بودند که در سال ۱۸۸۷ میلادی به آمریکا مهاجرت کردند. پدر و مادر رابرت که با همدیگر در یک کلاس هنری آشنا شده بودند، زمانی که فرزندشان سه ساله بود از یکدیگر طلاق گرفتند. رابرت توسط مادرش و در محله «ایتالیای کوچک» در منهتن نیویورک بزرگ شد. محل زندگی پدرش نیز فاصله کمی با آن‌ها داشت از این رو بود که رابرت بیشتر اوقات خود را نزد پدرش می‌گذراند.

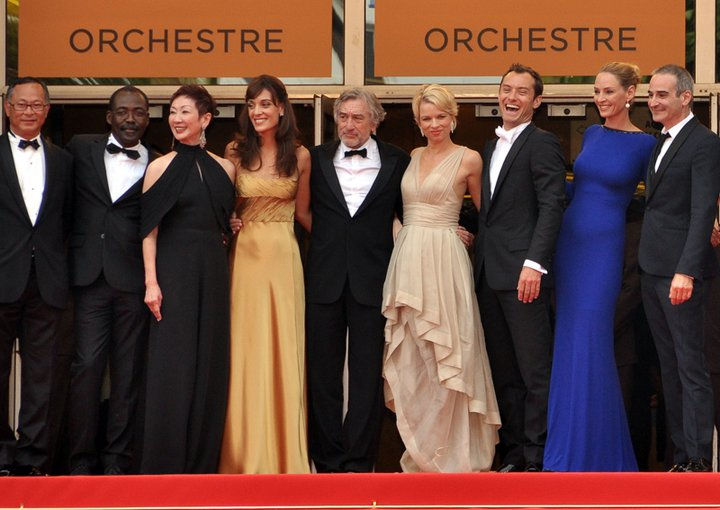
دنیرو در جشنواره فیلم کن

## زندگی زناشویی و فرزندان
رابرت دنیرو در سال ۱۹۷۶ با داین ابوت ازدواج کرد. آن‌ها یک پسر به نام رافائل دارند. دنیرو از رابطهٔ قبلی خود درنا د نیرو را نیز به عنوان فرزند سرپرستی می‌کرد. آن‌ها در سال ۱۹۸۸ از یکدیگر جدا شدند. دنیرو دو فرزند دوقلو به نام‌های آرون کندریک و جولیان هنری دنیرو دارد که آن‌ها حاصل لقاح مصنوعی و به طریق رحم اجاره‌ای که توسط توکی اسمیت در سال ۱۹۹۵ صورت گرفت، هستند.
دنیرو در سال ۱۹۹۷ با گریس هایتاور ازدواج کرد و در سال ۱۹۹۸ فرزند آن‌ها به نام الیوت به دنیا آمد. آن‌ها در سال ۱۹۹۹ با یکدیگر به اختلافاتی رسیدند و رابرت دنیرو درخواست طلاق داشت اما این اتفاق در نهایت نیفتاد و در سال ۲۰۰۴ از نو پیمان ازدواج بستند اما در نهایت در سال ۲۰۱۸ از هم جدا شدند. در سال ۲۰۱۱ نیز فرزندی به نام هلن گریس از طریق رحم اجاره‌ای به دنیا آمد.
دنیرو علاوه بر ۶ فرزندش دارای ۴ نوه است که یکی از آن‌ها از دخترش، درنا و ۳ تای دیگر از پسرش، رافائل هستند.
دنیرو در سال ۲۰۱۶ اعلام کرد پسرش الیوت مبتلا به اوتیسم است و علاقهٔ خود به درمان و شناخت این بیماری را اعلام کرد.

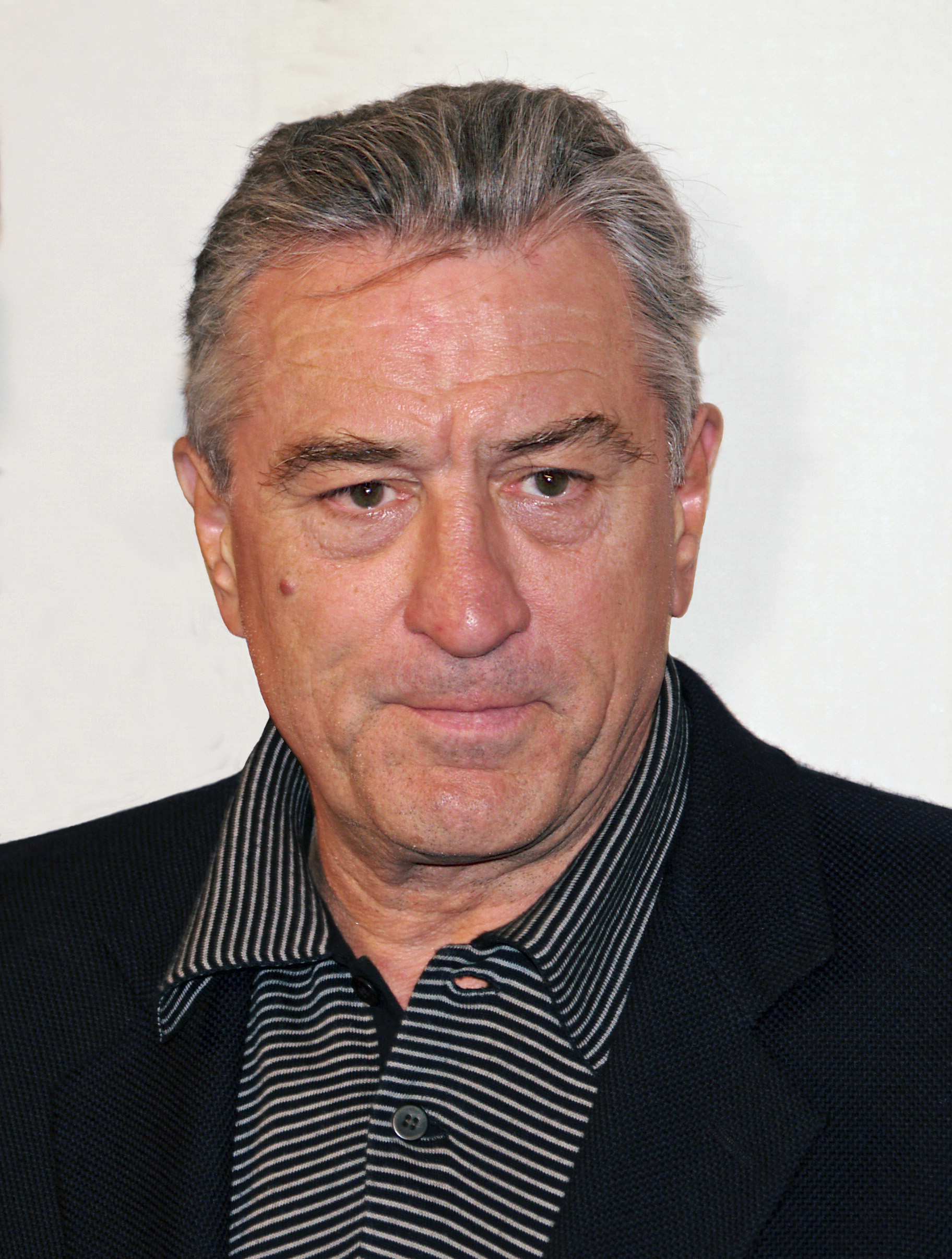
دنیرو در سال ۲۰۰۸

در سال ۲۰۰۳ گزاش شد که دنیرو مشکل سرطان پروستات دارد و در مرکز سرطان مموریال اسلون–کترینگ تحت عمل جراحی قرار گرفت.
در بهار سال ۲۰۲۳ میلادی رسانه‌های جهان از تولد هفتمین فرزند دنیرو در سن ۷۹ سالگی خبر دادند.

## فعالیت هنری

### بازیگری
رابرت دنیرو ده ساله بود که کارش را با تئاتر آغاز کرد و در نمایشنامه «جادوگر شهر اُز» هنرنمایی کرد و بعدها به کلاس بازیگری لی استراسبرگ رفت و بازیگری را نزد او آموخت و بدین ترتیب بود که به بازیگری متد تبدیل شد، سبکی که مارلون براندو و جیمز دین آغازگران آن بودند و با رابرت دِ نیرو ،آل پاچینو، جک نیکلسون و داستین هافمن به اوج قدرت خود رسید. باید گفت که او بازیگری درونگراست و بازی‌های تأثیرگذار او منبع الهام بسیاری از بازیگران معاصر نظیر دانیل دی-لوئیس و شان پن بوده است تا جایی که دانیل دی-لوئیس را دنیروی انگلیس می‌خوانند و او نیز دنیرو را قهرمان خود در آغاز راه بازیگری دانسته است. دنیرو در سال ۱۹۶۸ اولین فیلم خود را با عنوان تبریکات اثر برایان دی پالما کارگردان جوان آن سال‌های سینما بازی کرد، پس از آن نیز در چند فیلم از همین فیلمساز با عناوین جشن عروسی و سلام مامان! ایفای نقش کرد. او در سال ۱۹۷۲ به عنوان یکی از کاندیدهای ایفای نقش در فیلم پدرخوانده مطرح شد ولی نقشی به وی نرسید و مجبور شد در فیلم دار و دسته‌ای که نمی‌توانست شلیک کند بازی کند. در سال ۱۹۷۳ در فیلم طبل را آهسته بزن که اولین فیلم حرفه‌ای او محسوب می‌شود، در نقش یک بازیکن بیسبال که با بیماری مرگباری دست و پنجه نرم می‌کند خوش درخشید و در همان سال مارتین اسکورسیزی از او دعوت کرد تا در فیلم خیابان‌های پایین شهر نقش یک جوان خوشگذران خیابانی به نام جانی بوی را بازی کند، موفقیت آن فیلم هم چشمگیر بود و آغازی شد برای کارهای درخشان دنیرو و مارتین اسکورسیزی.
دِ نیرو خیلی زود با تیم مارتین اسکورسیزی و فرانسیس فورد کوپولا آشنا شد. این کارگردانان که همچون رابرت د نیرو اصل و ریشه‌ای ایتالیایی داشتند تصمیم بر ایجاد موجی از فیلم‌های انتقادی از سیستم سرمایه‌داری و جو بی‌خیالی حاکم بر آمریکا گرفتند. علمدار این موج کوپولا بود. اما مارتین اسکورسیزی و رابرت د نیرو تیم هماهنگی از آب درآمدند. فیلم‌های زیادی نیز تهیه و چند فیلم نیز کارگردانی کرده است مانند داستانی از برانکس که فیلم بسیار زیبایی از آب درآمد.
مارلون براندو در مورد او گفته است:
 

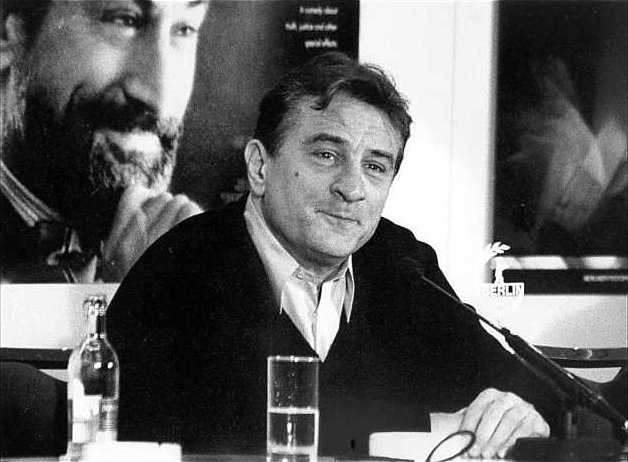
رابرت دِ نیرو در جشنواره بین‌المللی فیلم برلین

به گمان من حتی خود دِ نیرو هم نمی‌داند که تا چه حد مهارت دارد.

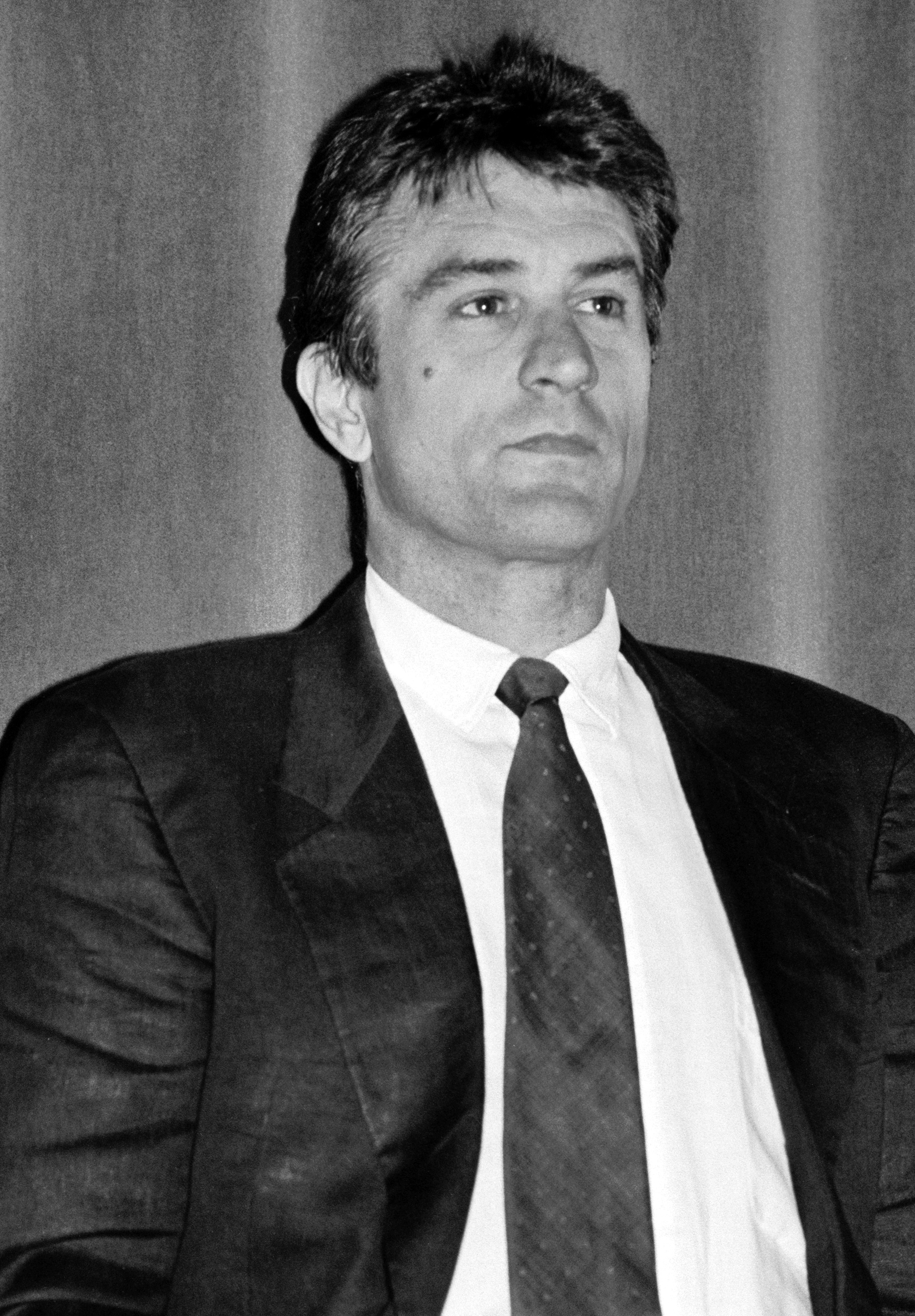
در سال ۱۹۸۸

او در سال ۲۰۰۸ جایزه دوربین طلایی را به خاطر یک عمر حضور جاودان در عرصه سینما تحت عنوان شاهکار جهانی در برلین از دستان مارتین اسکورسیزی دریافت کرد. مارلون براندو و دِ نیرو دو نفری بودند که به خاطر بازیشان در نقش دون ویتو کورلئونه موفق به دریافت جایزه اسکار گشتند که از دیدگاه منتقدان ماندگارترین نقش تاریخ سینماست. منتقدان او را تواناترین بازیگر تاریخ سینما می‌دانند زیرا دنیرو در بسیاری از ژانرهای سینمایی نقش آفرینی کرده است برای مثال می‌توان در سینمای وحشت آثاری همچون فرانکشتاین و موهبت الهی را نام برد و در سینمای کمدی هم شاهکاری همچون سلطان کمدی را که در آن مقابل غول دنیای کمدی آن عصر یعنی جری لوئیس نقش آفرینی می‌کند را نام برد و آثار دیگری همچون ملاقات با والدین و ملاقات با فاکرها و در ژانر ورزشی هم وی در اثر جاودان مارتین اسکورسیزی یعنی گاو خشمگین نقش آفرینی کرده است که از دیدگاه صاحب نظران سینمایی بهترین اثر ورزشی سینماست و همچنین از دیدگاه بنیاد فیلم آمریکا پس از همشهری کین، پدرخوانده و کازابلانکا بهترین فیلم تاریخ سینما است. اما در سبک گانگستری هم دِ نیرو شاهکاری دیگر همچون رفقای خوب اثر اسکورسیزی و تسخیرناپذیران اثر بیاد ماندنی برایان دی پالما را داراست.

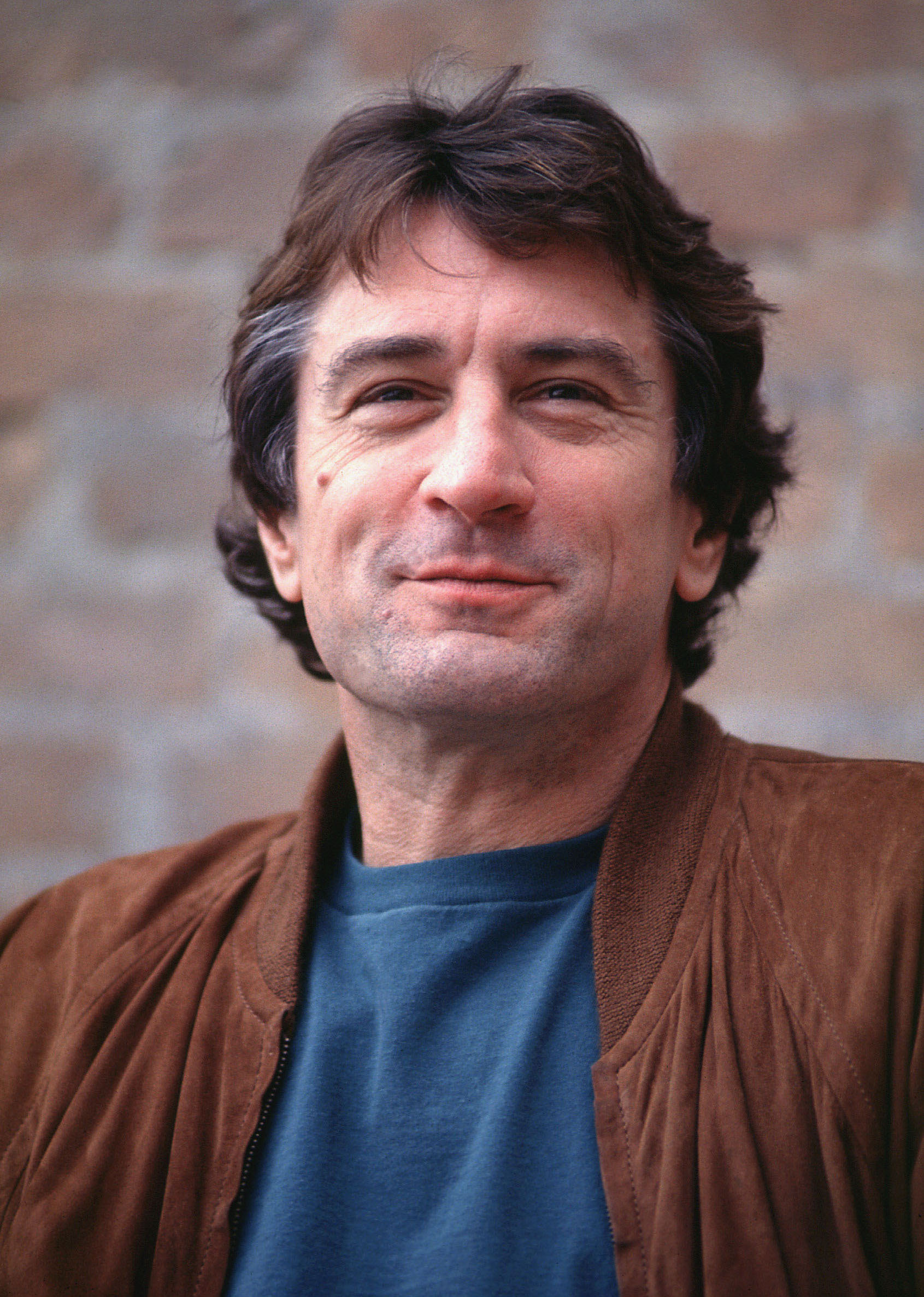
در جشنواره فیلم ونیز ۱۹۹۰

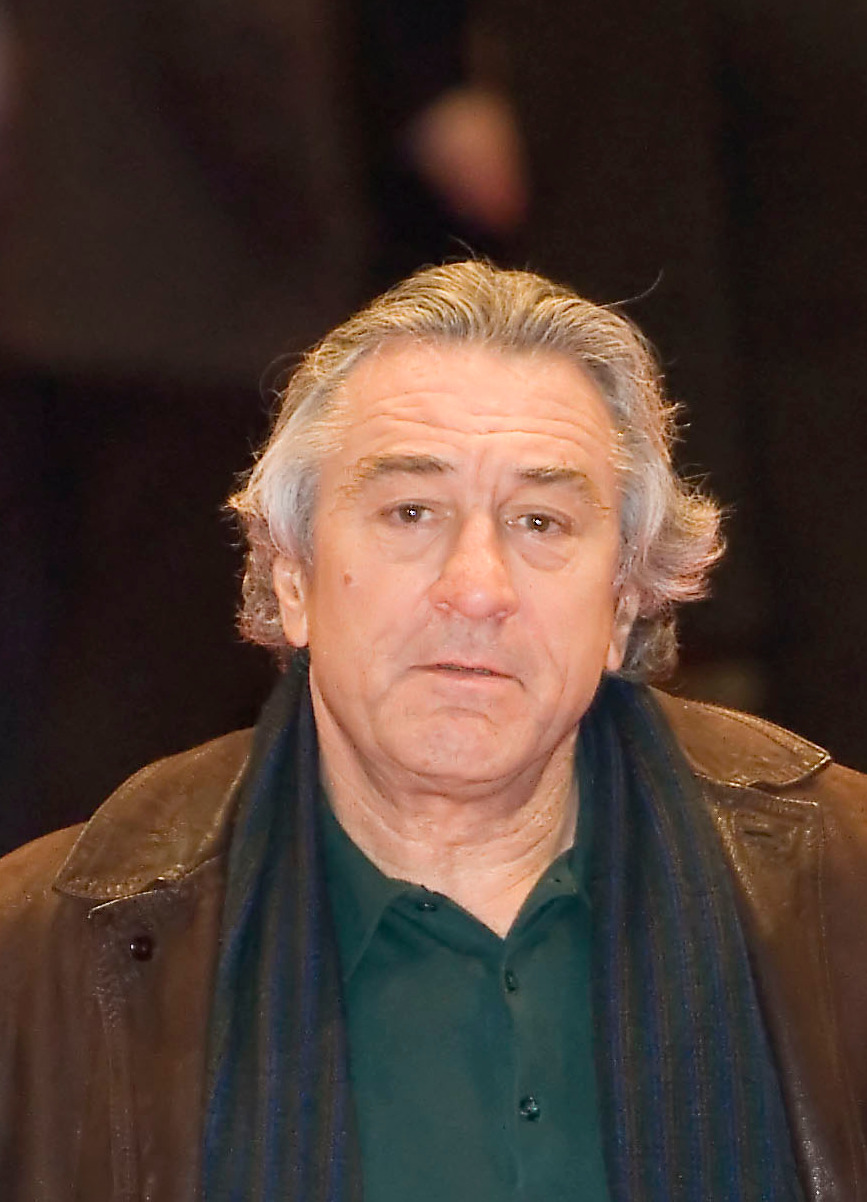
دنیرو در سال ۲۰۰۷

رابرت دنیرو در سال ۲۰۱۲ با ایفای نقش پدر بردلی کوپر در فیلم دفترچه امیدبخش توانست پس از گذشت ۳۸ سال از فیلم پدرخوانده: قسمت دوم دوباره نامزد جایزه اسکار بهترین بازیگر نقش مکمل مرد شود. او توانست جایزه فیلم هالیوود و انجمن منتقدان دیترویت را نیز برای همین نقش کسب کند.

### بزرگ‌ترین بازیگر همه دوران تاریخ سینما
بر اساس تحلیلی که در ماه مه ۲۰۱۵، بر مبنای شمار نقش‌های کلیدی یک بازیگر تهیه شد (نه بر مبنای جوایز سینمایی)، دنیرو به عنوان بزرگ‌ترین بازیگر همه دوران تاریخ سینما برگزیده شد. دنیرو هشت نقش اصلیِ ماندگار را ایفا کرده است، «پدر خوانده»، «روزی روزگاری در آمریکا»، «راننده تاکسی»، «گاو خشمگین»، «مخمصه»، «کازینو»، «شکارچی گوزن» و «مرد ایرلندی» هشت نقشِ ماندگار اوست.
او از میان ۲۰۰ فیلمی که مورد توجه قرار گرفته، هفت نقش ماندگار را تصویر کرده که از هر بازیگر دیگری بیشتر است. چارلی چاپلین، کلینت ایستوود و لئوناردو دی‌کاپریو هر یک با پنج نقش ماندگار و مورگان فریمن و تام هنکس با چهار نقش ماندگار در این فهرست ۲۰۰ فیلمی حضور دارند.

## مروری بر چند فیلم

رابرت دنیرو در نقش تراویس بیکل

مهم‌ترین فیلم‌های رابرت د نیرو را مارتین اسکورسیزی کارگردانی کرده است و شاید بتوان بازی د نیرو در نقش «تراویس بیکل» را الگویی برای کل بازیگری وی در نظر گرفت. عنوان این فیلم راننده تاکسی بود و دِ نیرو در نقش یک سرباز از جنگ برگشته که به علت بیداری ذهنی و دیدن زندگی کثیف مردم قادر به خوابیدن نیست در مؤسسه تاکسی‌رانی مشغول به کار می‌شود و شعار همیشگی او این است که: «یه بارون حسابی لازمه تا پیاده‌روهای این شهرو تمیز کنه.» او مشغول به مسافرکشی شبانه در محله «هارلم» نیویورک می‌شود. تراویس پس از اندکی متوجه فجایعی که در خیابان‌ها و در بطن مردم در جریان است می‌شود و با وجود حالت انفعالی که دارد تصمیم به برطرف کردن این مشکلات می‌نماید. روش‌های او خشونت‌بار است و نهایتاً تنها قادر به بازگردانیدن جودی فاستر (که در سن ۱۳ سالگی نقش یک فاحشه را بازی می‌کرد) به خانه می‌گردد. حس انزوای تراویس تا مدت‌های مدیدی بر بازی دِ نیرو سنگینی می‌کرد. البته دِ نیرو بازیگری چیره‌دست است و با ایفای نقش‌های متفاوتی پس از این فیلم سعی در دور شدن از کارکتر تراویس داشت.
فیلم‌های خوب دِ نیرو بسیارند، او حضور ماندگاری در حماسه ۱۹۰۰ اثر برناردو برتولوچی دارد، شکارچی گوزن یک فیلم انتقادی محشر از جنگ ویتنام بود، در این فیلم رابرت دنیرو در نقش کارگر کارخانه فولاد است که به جنگ ویتنام می‌رود در آنجا دوستان خود را از دست می‌دهد، فیلم فجایع جنگ و پس از آن را به شدت تکان دهنده نمایش می‌دهد، سکانس بیاد ماندنی رولت روسی همچنان یکی از جنجالی‌ترین سکانس‌ها در تاریخ سینمای جهان است. او برای بازی در نقش جیک لاموتا (بوکسور موفق آمریکایی در دهه ۱۹۴۰ و اواسط ۱۹۵۰) در فیلم گاو خشمگین برنده اسکار بازیگری گردید. او برای ایفای نقش جیک لاموتا نزدیک به ۳۳ کیلوگرم وزن خود را افزایش داد و ضرب‌المثل بازیگری گردید، رکورد افزایش وزن او بعدها در سال ۱۹۸۷ توسط بازیگر فیلم غلاف تمام فلزی شکسته شد. در سلطان کمدی او با ایفای نقش روپرت پاپکین عاشقِ شهرت و روان پریش به زیبایی در کنار غول سینمای کمدی جری لوئیس قد علم کرد، روزی روزگاری در آمریکا شاهکار سرجو لئونه یک اودیسه بود، که بخاطر اکران نامناسب در آمریکا و کوتاه کردن زمان فیلم به ۱۳۷ دقیقه با استقبال خوبی از جانب مردم و منتقدان روبرو نشد ولی اکنون در اکثر لیست‌های فیلم‌های برتر تاریخ سینما خودنمایی می‌کند.

دنیرو در کنار رابین ویلیامز در فیلم بیداری‌ها

بیداری‌ها فیلمی در مورد یک بیمار فلج ذهنی بود که دِ نیرو نقش او را به خوبی ایفا کرد. تنگه وحشت یک فیلم تکان دهنده در مورد وحشت از انتقام بود. دِ نیرو برای این فیلم دندان‌های خود را با ارتودنسی به هم ریخت و تنش را با جوهر گیاهی (که بعدها جذب بدن می‌شد) کلاً خال‌کوبی کرد تا نقش یک جنایت کار جنسی را بازی کند. در فیلم کازینو به کارگردانی مارتین اسکورسیزی، او با ایفای نقش سم راتستین کازینو دار بزرگ لاس وگاس توانست یکی از آخرین هنرنمایی‌های درخشان خود را در دهه ۹۰ به منصه ظهور گذارد، در همان سال و ایفای نقش نیل مک کالی در فیلم مخمصه و سکانس دو پدرخوانده که به گفتگوی او و آل پاچینو - ایفاگران نقش‌های ویتو کورلئونه و مایکل کورلئونه در حماسه مافیایی پدرخوانده: قسمت دوم اثر فرانسیس فورد کوپولا - می‌انجامد. دنیرو در سال ۲۰۰۳ به بیماری سرطان پروستات مبتلا شد ولی توانست بر آن غلبه کند. در فهرست بنیاد فیلم آمریکا که در سال ۲۰۰۷ منتشر شد فیلم‌های گاو خشمگین، پدرخوانده: قسمت دوم، راننده تاکسی، شکارچی گوزن و رفقای خوب به ترتیب در رتبه‌های ۴#، ۳۲#، ۵۲#، ۵۳# و ۹۲# قرار گرفتند و از این حیث او در کنار جیمز استوارت با بیشترین تعداد فیلم رکورد دار شد. در سال ۲۰۰۶ نیز جمله با من صحبت می‌کنی که دنیرو در فیلم راننده تاکسی آن را بداهه‌سازی کرد به عنوان دهمین نقل قول به‌یادماندنی تاریخ سینما برگزیده شد.

## جوایز و افتخارات

### جایزه اسکار
| سال  | اثر نامزد شده       | دسته                       | نتیجه    | منبع |
| ---- | ------------------- | -------------------------- | -------- | ---- |
| ۱۹۷۵ | پدرخوانده: قسمت دوم | بهترین بازیگر مکمل مرد     | برنده    |      |
| ۱۹۷۷ | راننده تاکسی        | بهترین بازیگر مرد          | نامزدشده |      |
| ۱۹۷۹ | شکارچی گوزن         | بهترین بازیگر مرد          | نامزدشده |      |
| ۱۹۸۱ | گاو خشمگین          | بهترین بازیگر مرد          | برنده    |      |
| ۱۹۹۱ | بیداری‌ها            | بهترین بازیگر مرد          | نامزدشده |      |
| ۱۹۹۲ | تنگه وحشت           | بهترین بازیگر مرد          | نامزدشده |      |
| ۲۰۱۳ | دفترچه امیدبخش      | بهترین بازیگر نقش مکمل مرد | نامزدشده |      |
| ۲۰۱۹ | مرد ایرلندی         | بهترین فیلم                | نامزدشده |      |
| ۲۰۲۳ | قاتلان ماه کامل     | بهترین بازیگر نقش مکمل مرد | نامزدشده |      |

### جایزه بفتا
| سال  | اثر نامزد شده       | دسته                         | نتیجه    | منبع |
| ---- | ------------------- | ---------------------------- | -------- | ---- |
| ۱۹۷۶ | پدرخوانده: قسمت دوم | بهترین نقش مکمل مرد          | نامزدشده |      |
| ۱۹۷۷ | راننده تاکسی        | بهترین بازیگر مرد در نقش اول | نامزدشده |      |
| ۱۹۸۰ | شکارچی گوزن         | بهترین بازیگر مرد در نقش اول | نامزدشده |      |
| ۱۹۸۲ | گاو خشمگین          | بهترین بازیگر مرد در نقش اول | نامزدشده |      |
| ۱۹۸۴ | سلطان کمدی          | بهترین بازیگر مرد در نقش اول | نامزدشده |      |
| ۱۹۹۱ | رفقای خوب           | بهترین بازیگر مرد در نقش اول | نامزدشده |      |
| ۲۰۲۰ | مرد ایرلندی         | بهترین فیلم                  | نامزدشده |      |
| ۲۰۲۳ | قاتلان ماه کامل     | بهترین بازیگر نقش مکمل مرد   | نامزدشده |      |

### جایزه گلدن گلوب
| سال  | اثر نامزد شده    | دسته                       | نتیجه    | منبع   |
| ---- | ---------------- | -------------------------- | -------- | ------ |
| ۱۹۷۷ | راننده تاکسی     | بهترین بازیگر مرد          | نامزدشده | [ ۱۸ ] |
| ۱۹۷۸ | نیویورک، نیویورک | بهترین بازیگر مرد          | نامزدشده | [ ۱۸ ] |
| ۱۹۷۹ | شکارچی گوزن      | بهترین بازیگر مرد          | نامزدشده | [ ۱۸ ] |
| ۱۹۸۱ | گاو خشمگین       | بهترین بازیگر مرد          | برنده    | [ ۱۸ ] |
| ۱۹۸۹ | گریز نیمه شب     | بهترین بازیگر مرد          | نامزدشده | [ ۱۸ ] |
| ۱۹۹۲ | تنگهٔ وحشت        | بهترین بازیگر مرد          | نامزدشده | [ ۱۸ ] |
| ۲۰۰۰ | این را تحلیل کن  | بهترین بازیگر مرد          | نامزدشده | [ ۱۸ ] |
| ۲۰۰۱ | ملاقات با والدین | بهترین بازیگر مرد          | نامزدشده | [ ۱۸ ] |
| ۲۰۱۱ | فردی             | جایزه سیسیل بی دمیل        | برنده    | [ ۱۸ ] |
| ۲۰۱۸ | جادوی دروغ‌ها     | بهترین بازیگر مرد          | نامزدشده | [ ۱۸ ] |
| ۲۰۲۰ | مرد ایرلندی      | بهترین بازیگر مرد          | نامزدشده | [ ۱۸ ] |
| ۲۰۲۳ | قاتلان ماه کامل  | بهترین بازیگر نقش مکمل مرد | نامزدشده | [ ۱۸ ] |